# ولف ريفر مقاطعة لانغلاد (ويسكونسن)
ولف ريفر، مقاطعة لانغلاد (بالإنجليزية: Wolf River, Langlade County, Wisconsin)‏ هي بلدة تقع بولاية ويسكونسن في الولايات المتحدة. تبلغ مساحتها 307.6 (كم²)، وترتفع عن سطح البحر 440 م، بلغ عدد سكانها 856 نسمة في عام 2000 حسب إحصاء مكتب تعداد الولايات المتحدة وتصل الكثافة السكانية فيها 2.8 نسمة/كم2.

## وصلات خارجية
- The US50 - Cities and Towns in Wisconsin State
- Wisconsin Cities and Towns, Facts, Map, Flag, Colleges, Government, and More